# 2-フロ酸CoAリガーゼ
2-フロ酸CoAリガーゼ(2-furoate-CoA ligase、EC 6.2.1.31)は、以下の化学反応を触媒する酵素である。
ATP + 2-フロ酸 + CoA{\displaystyle \rightleftharpoons }AMP + 二リン酸 + 2-フロイルCoA
従って、この酵素の3つの基質はATPと2-フロ酸とCoA、3つの生成物はAMPと二リン酸と2-フロイルCoAである。
この酵素は、リガーゼ、特に酸-チオールリガーゼに分類される。系統名は、2-フロ酸:CoAリガーゼ(AMP生成)である。その他よく用いられる名前に、2-furoyl coenzyme A synthetase等がある。